# Synagoga w Lesku

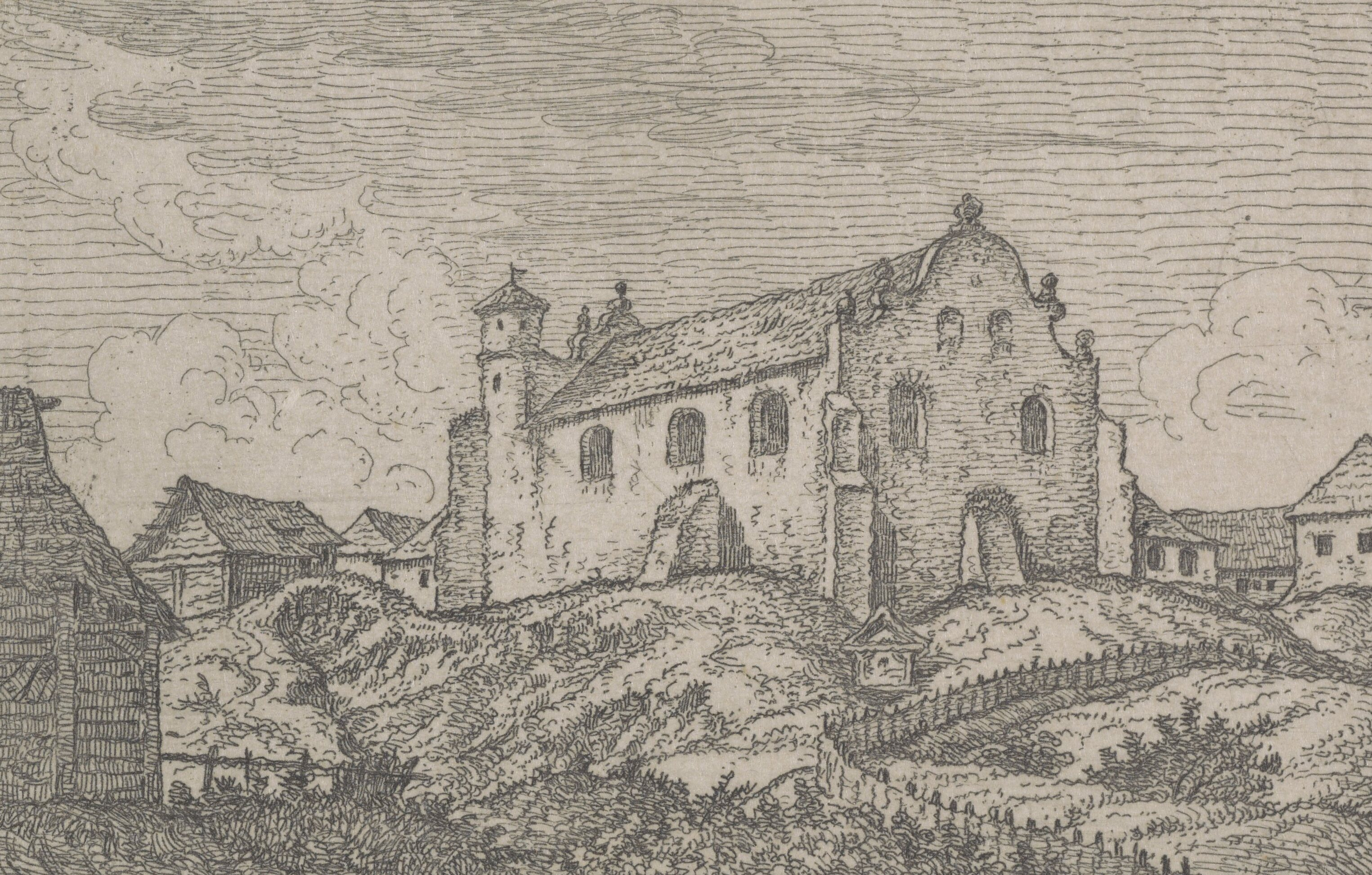
Widok synagogi około 1838

Synagoga w Lesku – główna synagoga leskiej gminy żydowskiej znajdująca się przy obecnej ulicy Berka Joselewicza 16.

## Historia
Synagoga została zbudowana w latach 1626–1654 na miejscu starej bożnicy na stoku wzgórza przy wałach miejskich. W 1838 przebudowano szczyty, dach oraz wystrój wnętrza. Podczas II wojny światowej hitlerowcy zdewastowali synagogę, w której urządzili magazyn. Po wojnie zostały ściany bez  okien, zniszczone przypory i puste wnętrze.
Po zakończeniu wojny synagoga przez 10 lat stała opuszczona do chwili, gdy w 1957 doszło do zawalenia dachu. Od tego czasu lokalne władze miejskie zainteresowały się losem budynku i przystąpiły do stopniowej renowacji przeprowadzanej w latach 1960–1963, następnie w latach 70. XX w., podczas której przywrócono jej wygląd przedstawiony na akwaforcie Kajetana Kielisińskiego z roku 1838. Podwyższono dach, i przywrócono dawny kształt szczytów i wieżyczki. Dostawiono też od zachodu inny niż poprzednio dwukondygnacyjny budynek kryty dachami o kalenicach prostopadłych do ścian sali głównej.
Po remoncie w synagodze umieszczono galerię sztuki i od 1995 Muzeum Żydów Galicji.

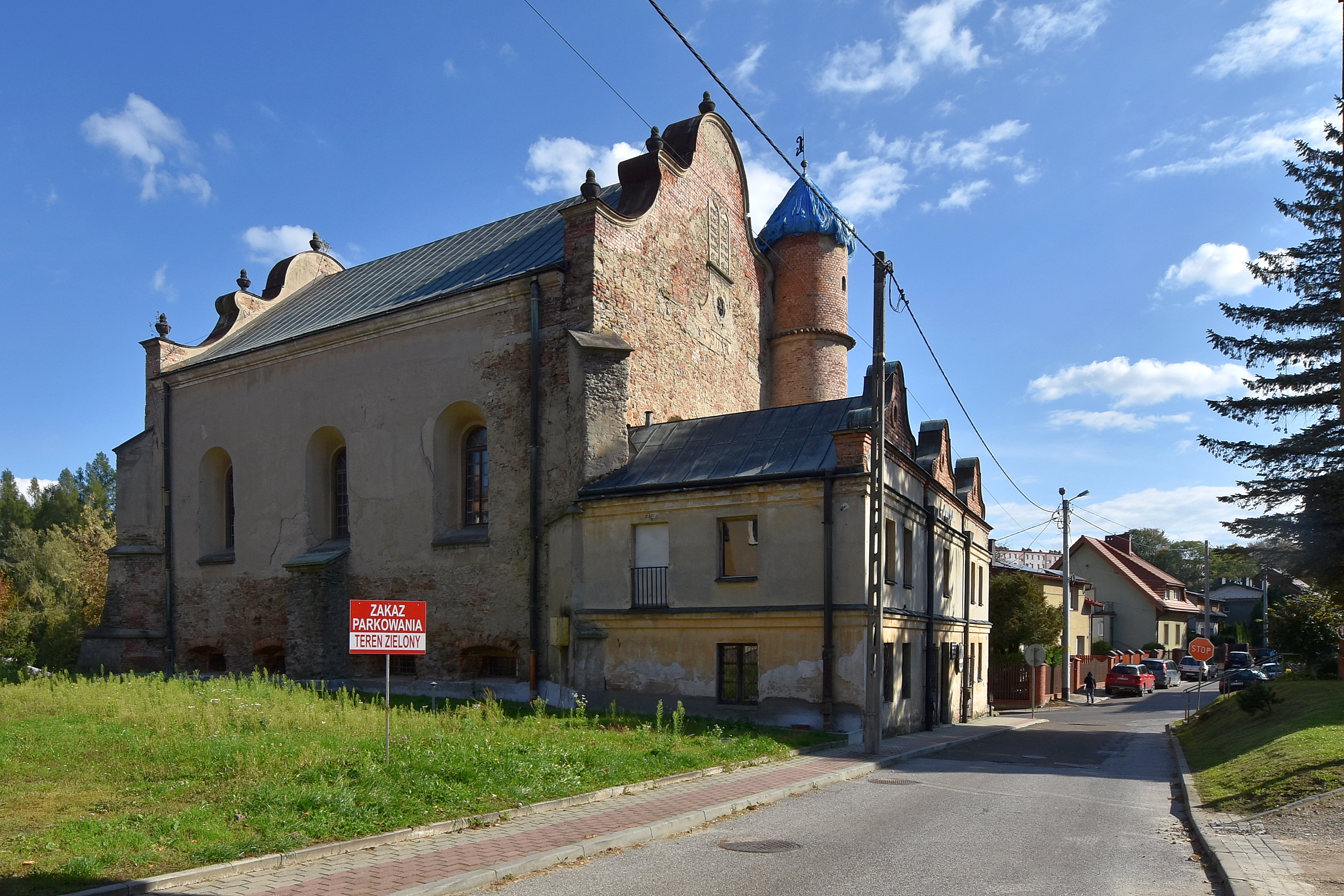
Elewacja północna
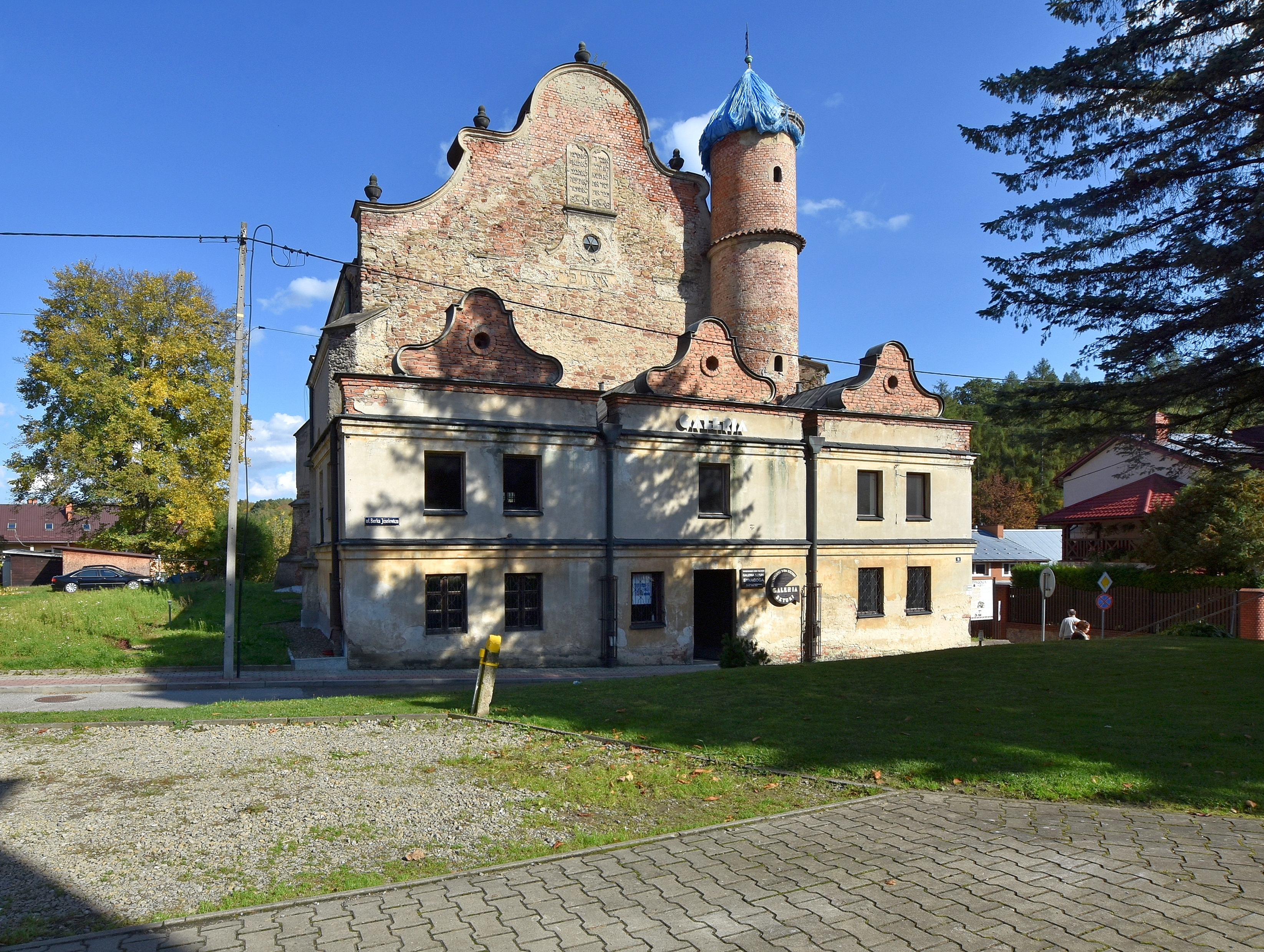
Elewacja frontowa
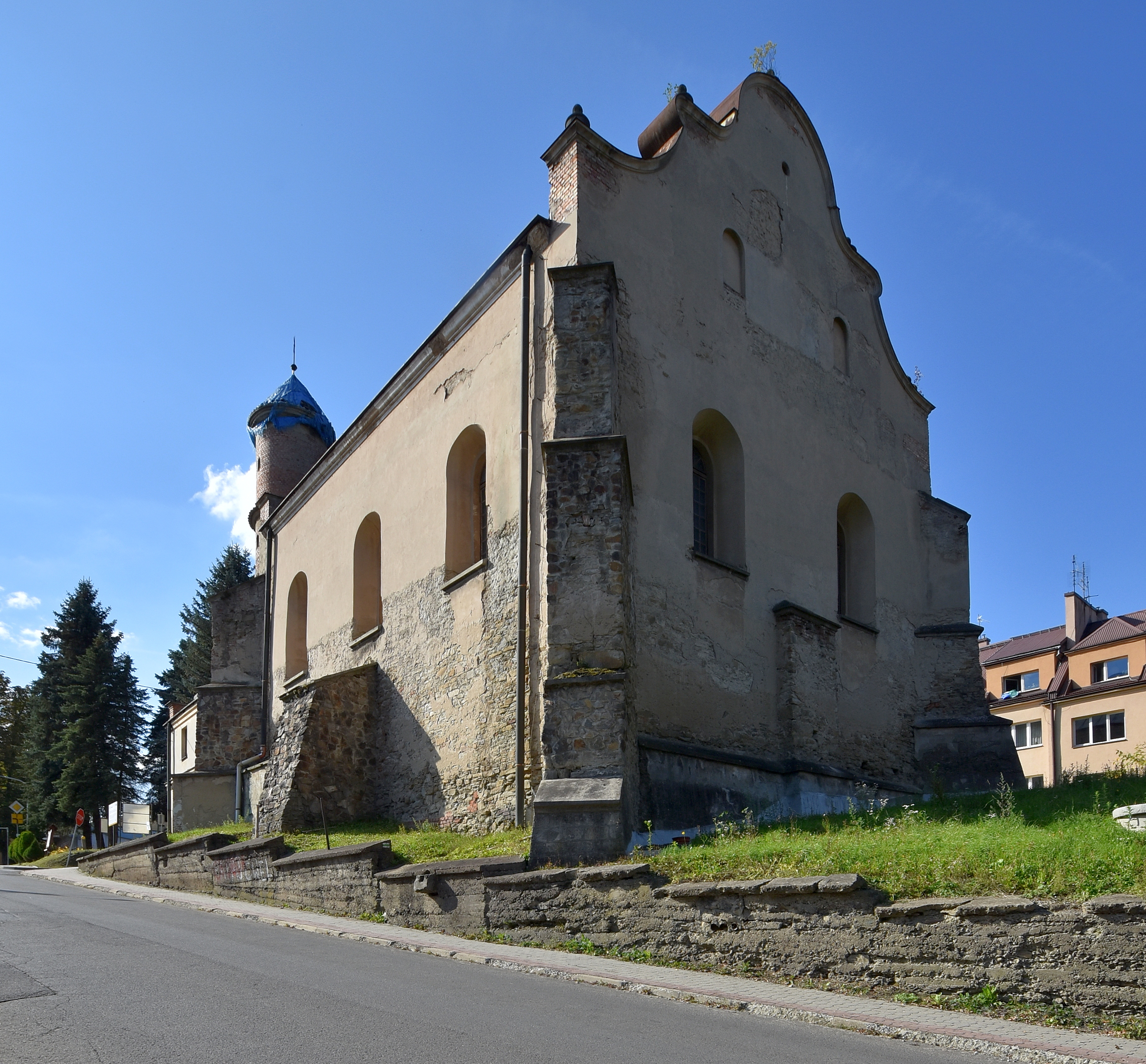
Elewacja tylna

## Architektura
Murowany o ścianach z otoczaków rzecznych i kamieni ciosanych z niewielkim dodatkiem cegły, wzmocnionych przyporami. Budynek synagogi wzniesiono na planie prostokąta w stylu manierystyczno-barokowym. Linia szczytów zwieńczona jest wazonami, co jest niezgodne z ówczesnymi przepisami budowy synagog  i dlatego jest jedynym przykładem kościelno-pałacowych szczytów na synagodze w Polsce. Przestrzeń między szczytami przekryto dachem dwuspadowym krytym gontem o niewielkich okapach. Na szczycie elewacji zewnętrznej ściany zachodniej znajdują się tablice Dekalogu z 10 przykazaniami oraz napis:
"O jakimże lękiem napawa to miejsce ! Nic tu innego, tylko dom Boży i brama nieba" (Rdz 28:17).
W późniejszym okresie do południowo-zachodniego narożnika dobudowano wieżę, w której znajdują się oryginalne zaokrąglone schody. Pod wieżą znajduje się pomieszczenie 2,5 × 2,5 m z kolebkowym sklepieniem, które służyło jako więzienie dla Żydów. Podczas powojennej przebudowy wieża została podwyższona.
Budynek składa się z jednonawowej sali głównej na planie prostokąta o wymiarach 14,8 × 10,6 i z przybudówki na zachodniej ścianie, w której dawniej znajdował się babiniec. Później babiniec znajdował się na piętrze, z którego kobiety miały wgląd na salę główną. Przekryciem sali głównej było podwieszone sklepienie z otynkowanych desek z otrzcinowaniem. Przedsionek od sali modlitewnej oddzielają żelazne, XIX-wieczne, kute drzwi osadzone w kamiennym portalu. W przedsionku po obu stronach znajdowały się dawniej modlitewnie rzemieślników.

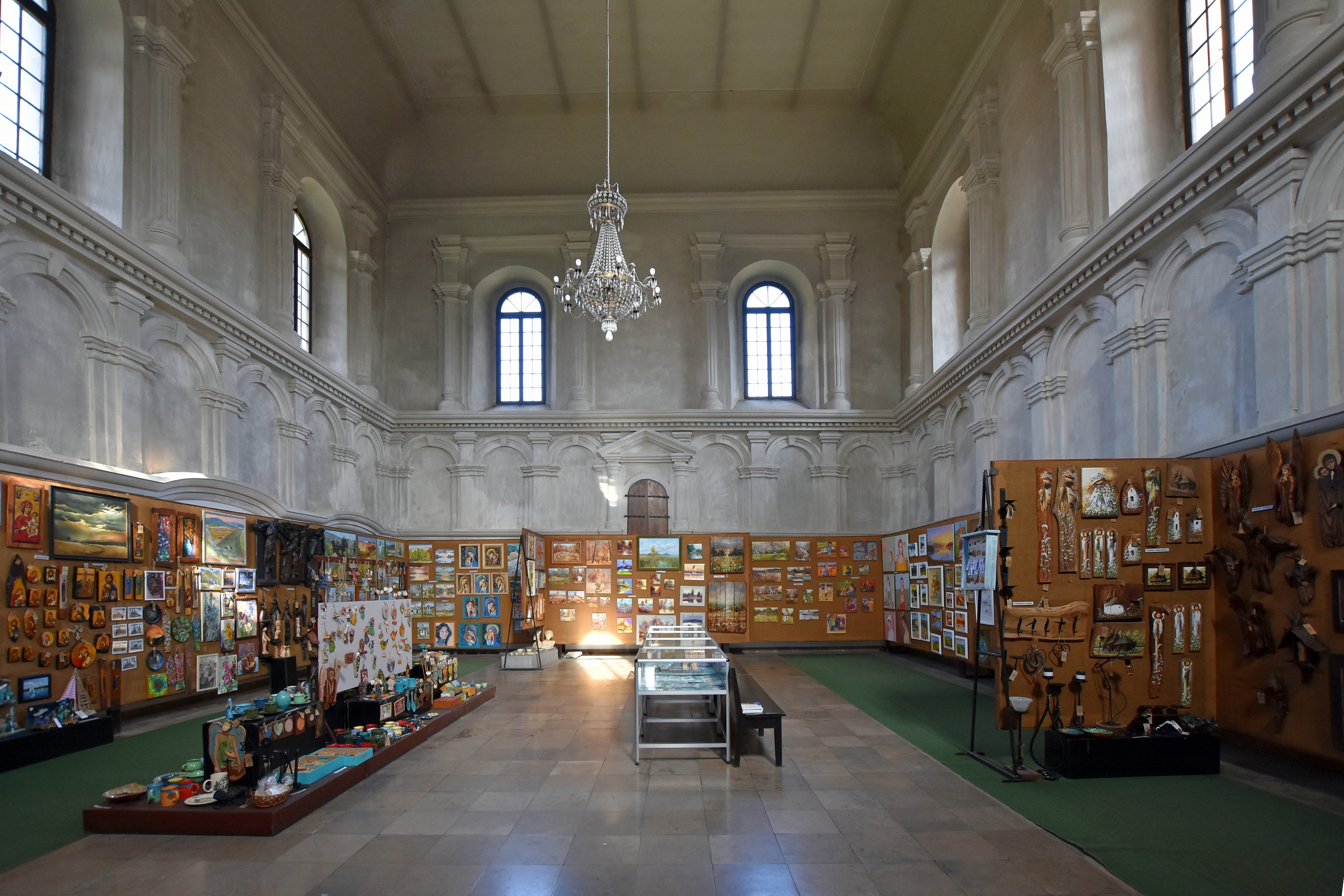
Wnętrze
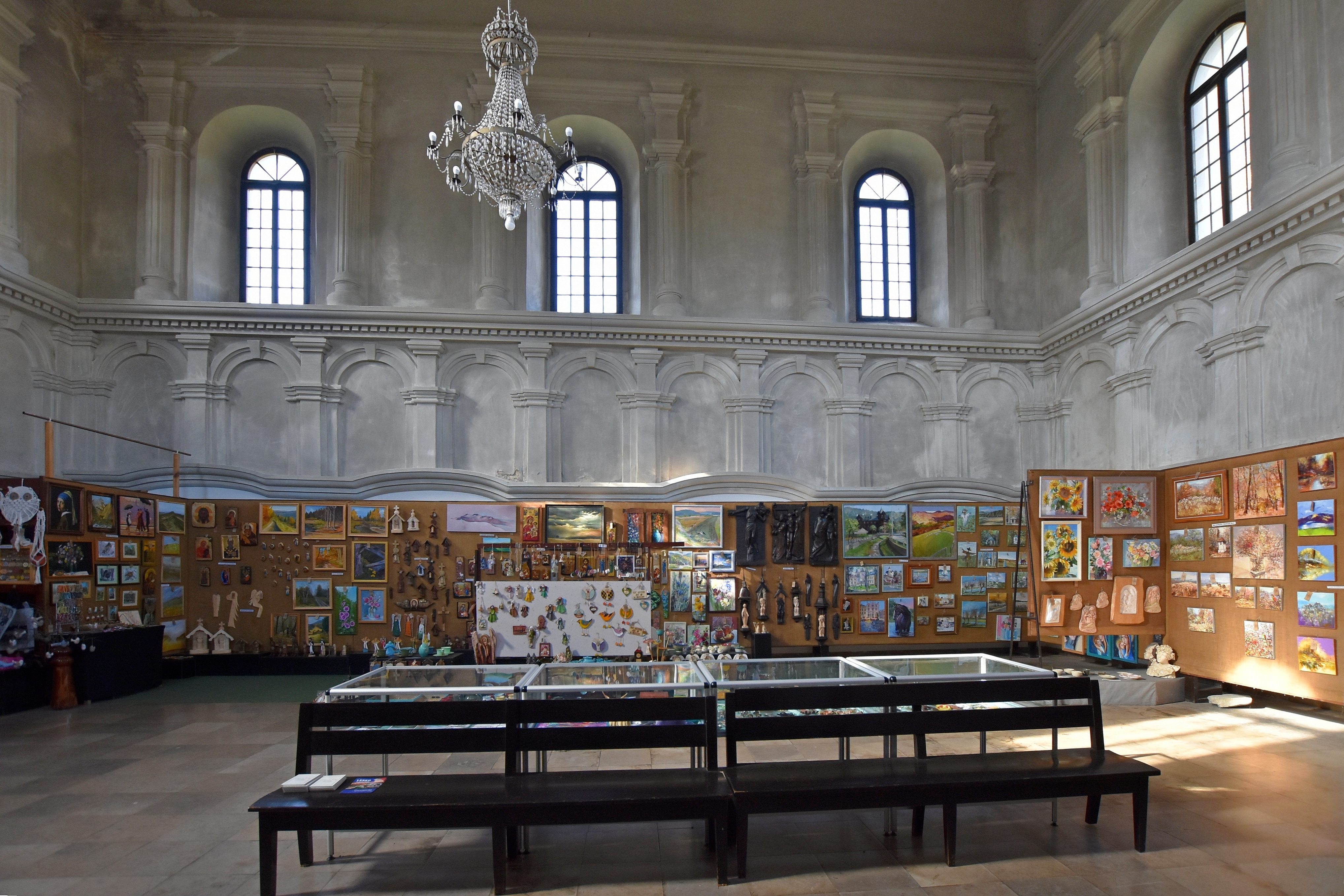
Wnętrze
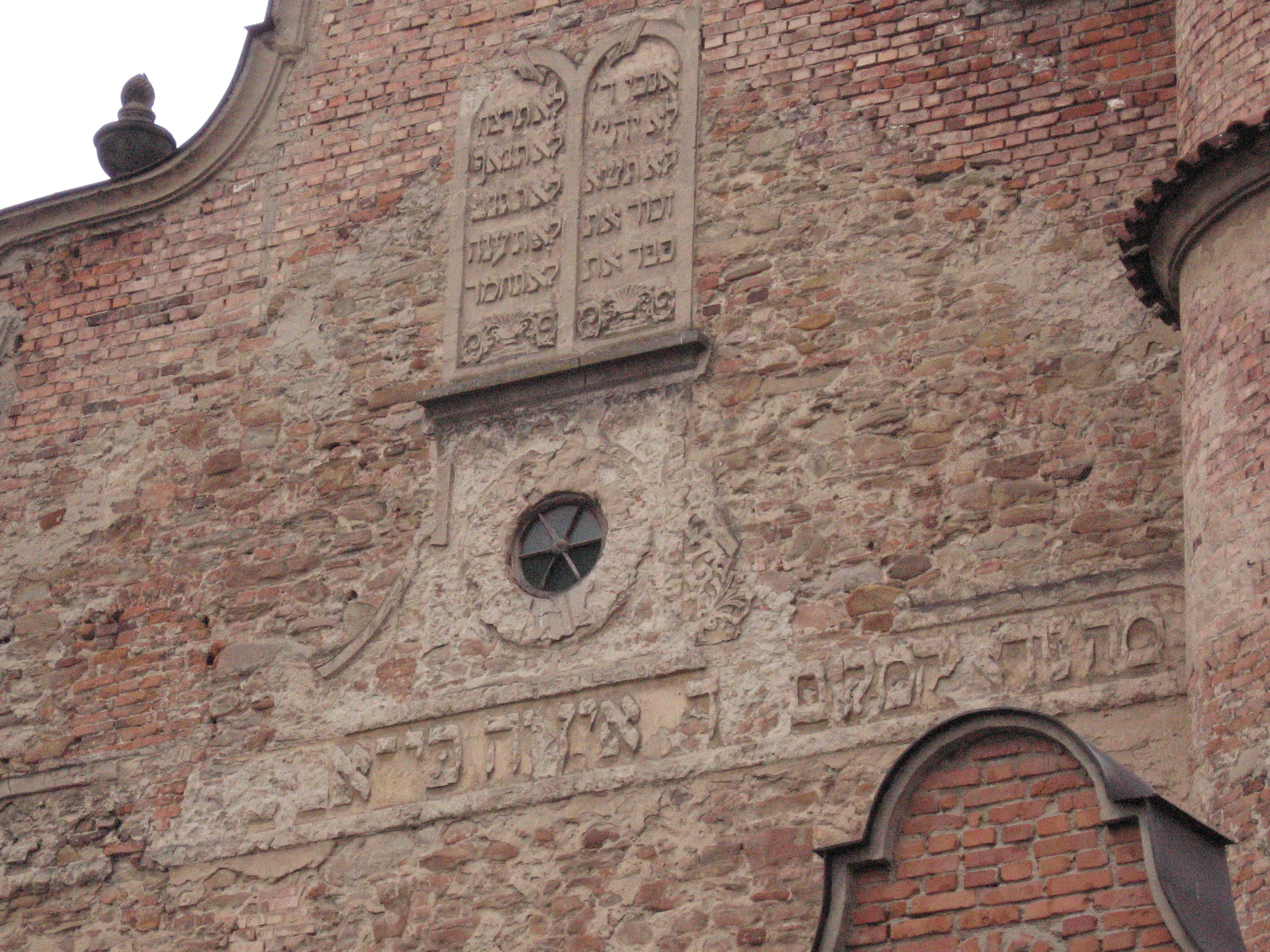
Tablice Dekalogu

Wystrój wnętrza nie zachował się do dziś. We wnętrzu na ścianie wschodniej zachowała się oprawa Aron ha-kodesz, w postaci dwóch kolumn zwieńczonych trójkątnym szczytem. Jest uproszczoną kopią arki z synagogi Złotej Róży we Lwowie. Pośrodku pierwotnie stała żeliwna, altanowa bima. Obecnie wykradzione fragmenty bimy można zobaczyć jako balustrady balkonów domu przy placu Konstytucji 3 Maja oraz domu przy ulicy Unii Brzeskiej. Zostały wyniesione z synagogi przed 1947.
Płaszczyzny ścian podzielone są dwoma gzymsami, poziomymi na ścianie wschodniej, na północnej wygiętymi faliście pod parami arkad, nad niskimi otworami łączącymi salę z przylegającym babińcem, na trzy kondygnacje. Pomiędzy gzymsami znajdują się półkoliste wnęki na cytaty z Tory (fryz arkadowy). Płaszczyzny ponad drugim gzymsem (trzecia płaszczyzna) zawieraj otwory okienne ujęte kanelowanymi półkolumnami i prawdopodobnie pokryte były malowidłami przedstawiającymi sceny biblijne.